# Nelie Smith
Cornelius Michael Smith, detto Nelie (Bloemfontein, 8 maggio 1934 – Città del Capo, 2 maggio 2016), fu un allenatore e giocatore di rugby a 15 sudafricano, internazionale per gli Springbok negli anni sessanta del XX secolo e allenatore di Orange Free State e Rovigo, veste nella quale vinse rispettivamente il primo titolo di Currie Cup e il decimo di campione d'Italia.

## Biografia
Mediano di mischia, Smith militò dal 1956 al 1964 nella squadra della sua provincia, l'Orange Free State, per cui scese 60 volte in campo in Currie Cup.
Nel 1963 debuttò negli Springbok a Johannesburg contro l'Australia e, delle sette partite internazionali in cui rappresentò il Sudafrica fino al 1965, fu capitano in quattro di esse.
Il 1966 fu l'ultimo anno della sua carriera agonistica, trascorso ai Griquas di Kimberley.
Passato alla carriera tecnica, guidò la stessa squadra del Free State che, nel 1976, portò alla conquista della sua prima Currie Cup in assoluto e, tra il 1980 e il 1981, guidò la Nazionale del Sudafrica con uno score di 12 vittorie su 15 incontri.
Nel 1986 fu convinto ad accettare un'offerta in Italia dal Rovigo anche grazie alla presenza di importanti elementi di scuola sudafricana come Tito Lupini, Tjaart Marais e, successivamente, Naas Botha e Gert Smal; al suo secondo anno nel club veneto lo condusse fino alla finale scudetto di Roma e alla vittoria contro i rivali regionali del Benetton, battuti 9-7 con una meta nel finale di Graziano Ravanelli trasformata da Botha; per Rovigo fu il decimo scudetto, quello della Stella.
Nel 1996 fu di nuovo in Europa presso i nordirlandesi del Ballymena e già al primo anno guidò la squadra alla vittoria del double Ulster League - Ulster Cup; quando l'anno successivo lasciò l'Isola d'Irlanda Smith aveva aggiunto al palmarès del club un'ulteriore Ulster League.
Di nuovo in Sudafrica, guidò in Currie Cup l'E.P. Elephants fino al 2000 per poi lasciare il posto al suo vice Alastair Coetzee.
Viveva, vedovo, a Strand, sobborgo di Città del Capo; la mattina del 2 maggio 2016 morì per una crisi cardiaca, a 81 anni; a sopravvivergli sono due figlie e un figlio.

## Palmarès

### Allenatore
- Currie Cup: 1
Orange Free State: 1976
- Campionati italiani: 1
Rovigo: 1987-88
- Ulster Senior Cup: 1
Ballymena: 1996-97
- Ulster Senior League: 2
Ballymena: 1996-97, 1997-98